# Le Clat

Le Clat este o comună în departamentul Aude din sudul Franței. În 1 ianuarie 2022 avea o populație de 28 de locuitori.